# 游蚁属
游蚁属（学名：Eciton）是新世界的行军蚁，属于行军蚁亚科，其中包括了著名的行军蚁 —— 布氏游蚁（Eciton burchellii） ，且该物种被认定为是该属模式种。
布氏游蚁（Eciton burchellii）和钩齿游蚁（Eciton hamatum）是新大陆所有行军蚁当中最著名且研究最深入的两个物种，与行军蚁属的行军蚁不同，它们的行军队伍更广阔，而不像行军蚁属的蚂蚁一样会组成一道道细小的队伍。游蚁的分布范围从墨西哥南部延伸至阿根廷北部。 

## 生命周期

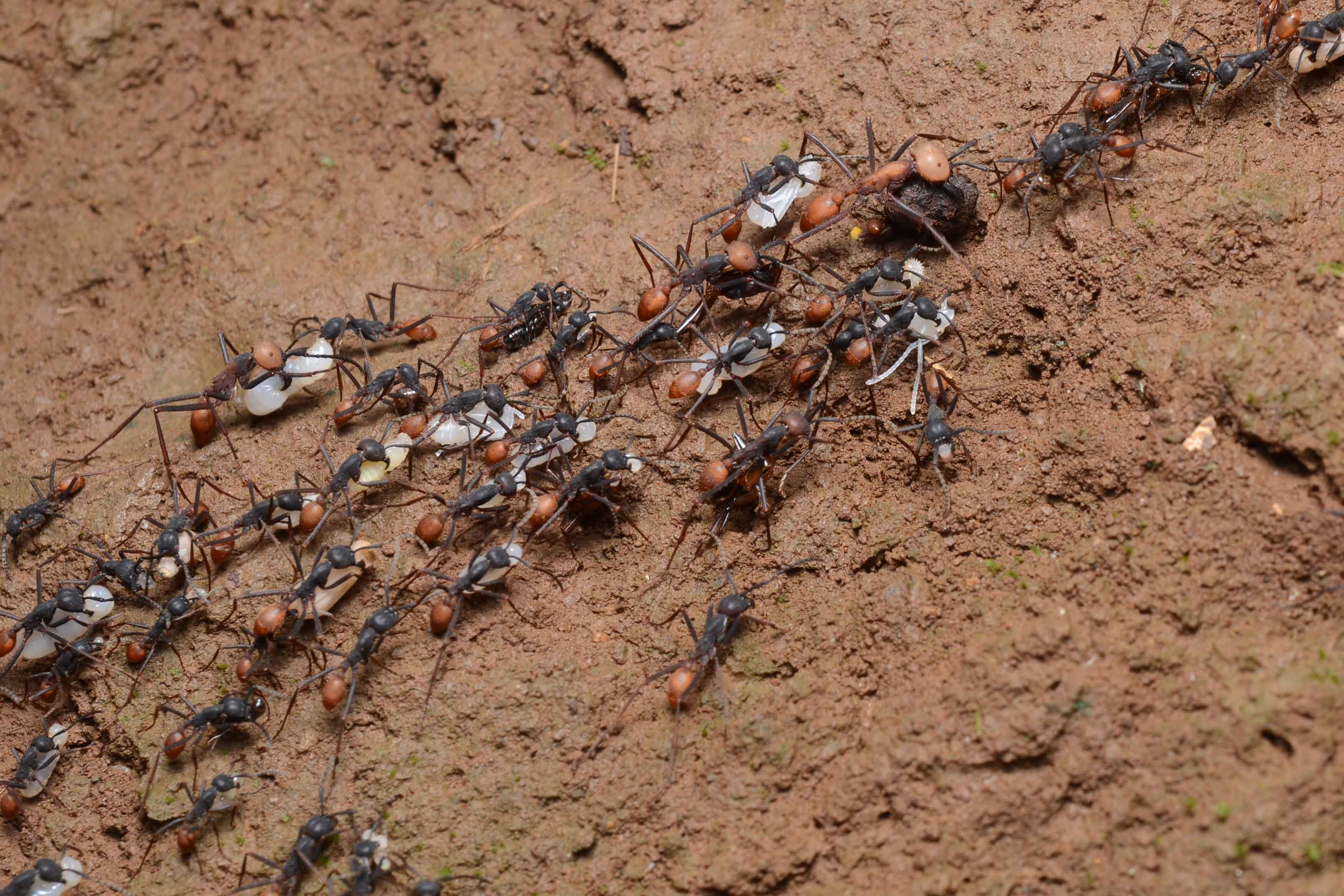
刚刚侵袭完黄蜂巢穴的布氏游蚁（E. burchellii）正抱着黄蜂的幼虫返回途中

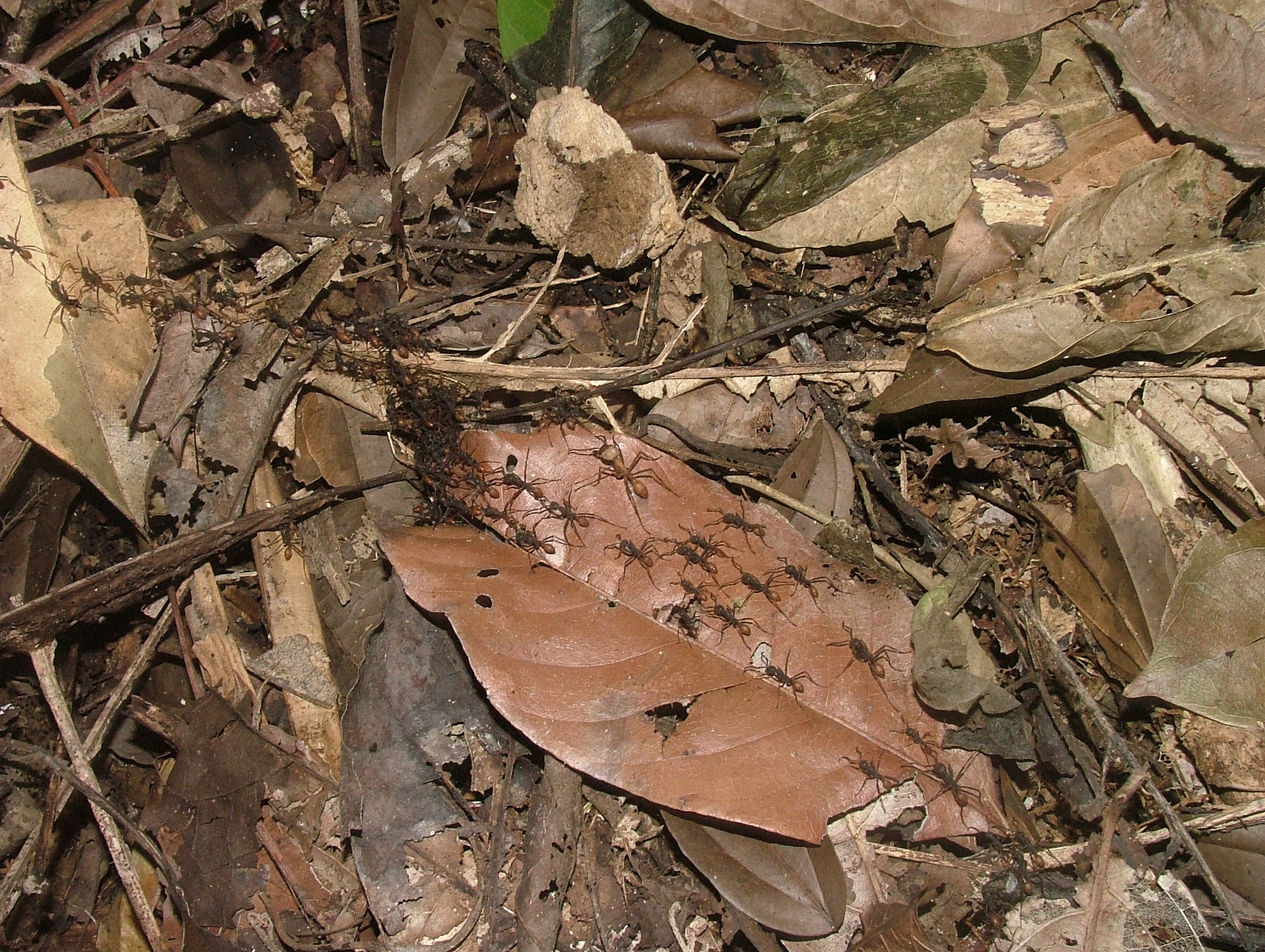
一条正在觅食中的踪迹布氏游蚁（E. burchellii）军团

游蚁的生活方式是双相的，它们除了行军之外，还会在特定时间寻找一个地点进行短暂的驻扎休息。持续三周静止不动，工蚁每一晚都会将自己的身体与其他工蚁组合起来，形成由工蚁组成的保护罩，将蚁后和卵幼保护在中间。这样的临时住所被称为“休息期”（Bivouac），在此期间，蚁后会释放一种信息素来吸引雄蚁前来交配，在交配结束后，雄蚁很快便会死去，并被工蚁分食。在行军阶段，蚂蚁每晚都会将整个蚁群迁移到一个新的地点，持续约两周。行军时期的蚁后不会产卵。 
当蚂蚁进入休息期时，蚁后的腹部会大量膨胀，在不到一周的时间内产下多达 80,000 颗卵。当卵逐渐成熟时，蚁群聚集起来的频率和强度就会降低。当卵孵化时，幼虫活动量增多会引起蚁群的兴奋，使蚁群开始进入行军模式。它们几乎每天都是如此，晚上它们都会迁移到新的地点。两周后，当幼虫开始化蛹时，蚁群将再次进入休息期，开始新的循环。 
由于布氏游蚁和钩齿猛蚁群体的规律性和强度，导致很多昆虫和鸟类进化出了与它们复杂的关系。在眼蝇科之下有一个叫做Stylogaster的属，该属之下的所有物种几乎都与游蚁产生了关系，它们是游蚁的强制性伙伴，大部分的昆虫会在游蚁到来之前提前躲到其他地方，而这种蝇的雌性则会趁机将卵产在被游蚁赶走的昆虫身上（主要对象为蟋蟀和蟑螂）身上，除此之外，部分寄生蝇也存在与Stylogaster相同的行为。有一种拟态蚂蚁的隐翅虫科昆虫，形状与游蚁相似，它们会在游蚁行军的时候混入其中，并捕食掉队的游蚁或其他被游蚁伤害致残或被游蚁驱赶走的昆虫，尽管其中大多数只是蚁群中的隐居昆虫；这些模仿者一生都隐藏在游蚁巢穴中，模仿工蚁及游蚁幼虫。许多鸟类——主要是杜鹃、啄木鸟、唐纳雀和蚁鵙——在鸟群附近觅食。大约 200种蚁鵙中就有约 50种氏专门捕食被游蚁驱赶的昆虫，并通过这种方式获取多达一半的食物。有些鸟每天早晨都会主动检查游蚁的营地，并沿着觅食路径来到蚁群前线，它们会在那里根据自身物种在统治等级中的关系采取相应的立场。一群鸟可能由一种或两种“专业”品种的多达 25 只鸟和多达 30 种其他品种的个体鸟组成。甚至有些蝴蝶（尤其是弄蝶科）几乎只以这些鸟类的粪便为食。 

## 寄生虫
有人曾在Eciton dulcium游蚁的下颚上发现了Trichocyliba crinita寄生螨，除此之外的其他地方便再无发现该螨虫。 

## 物种
- 布氏游蚁 Eciton burchellii （Westwood, 1842）
- Eciton drepanophorum Smith, 1858
- Eciton dulcium Forel, 1912
- 钩齿游蚁 Eciton hamatum (Fabricius, 1782)
- Eciton jansoni Forel, 1912 年
- Eciton lucanoides Emery, 1894
- Eciton mexicanum（英语：Eciton mexicanum） Roger, 1863
- Eciton quadriglume (Haliday, 1836)
- Eciton rapax Smith, 1855
- Eciton setigaster Borgmeier, 1953
- Eciton uncinatum Borgmeier, 1953
- Eciton vagans（英语：Eciton vagans） (Olivier, 1792)